# Dicyrtaspis glyptura
Dicyrtaspis glyptura är en stekelart som först beskrevs av Thomson 1874.  Dicyrtaspis glyptura ingår i släktet Dicyrtaspis och familjen bracksteklar. Arten är reproducerande i Sverige. Inga underarter finns listade i Catalogue of Life.